# Jonas Kaufmann

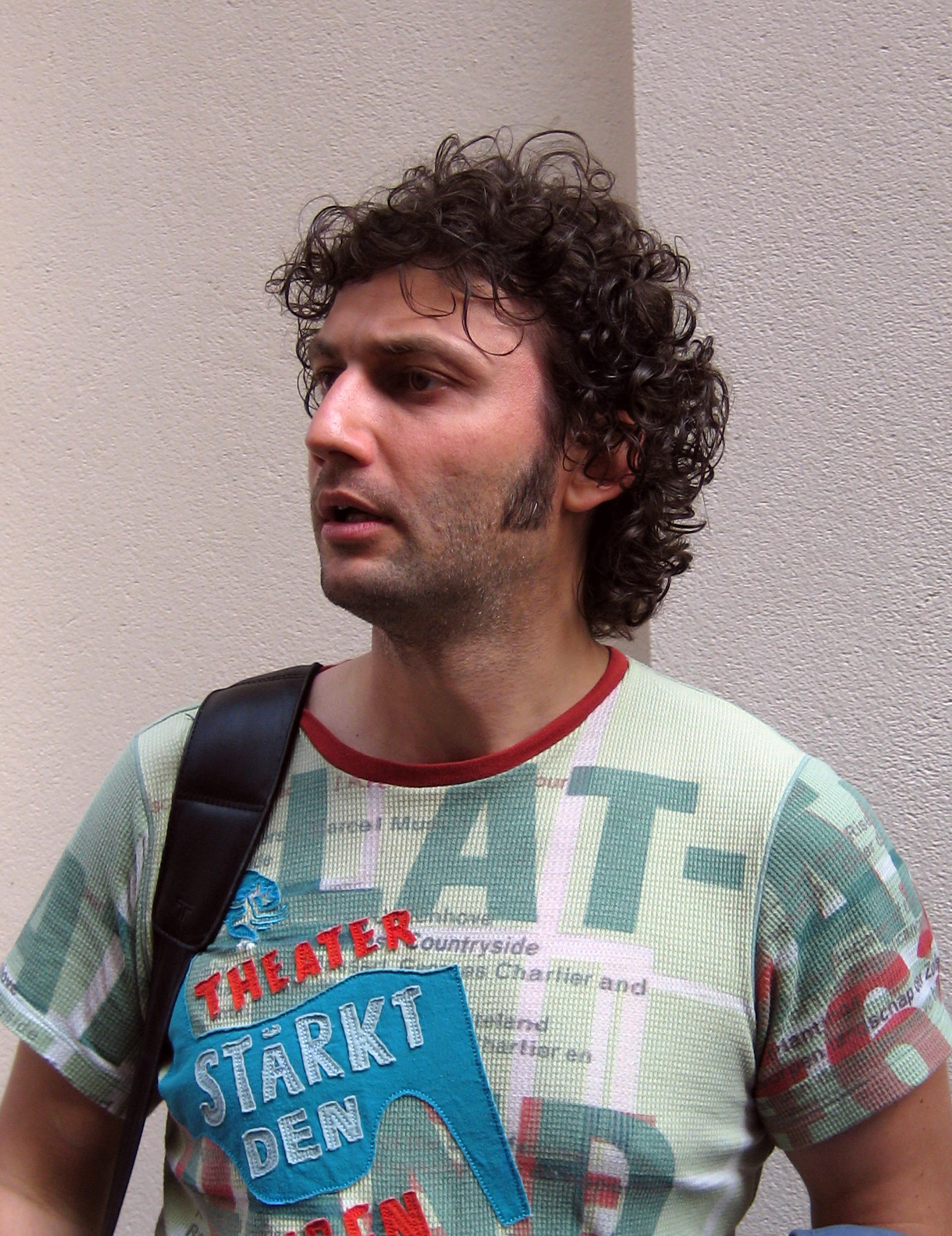
Jonas Kaufmann v Londýně, 9. května 2008

Jonas Kaufmann (* 10. července 1969 Mnichov) je německo-rakouský operní pěvec. Jeho hlas je lyricko-dramatický tenor s barytonálním zabarvením. Je proslulý především vypracovanou pěveckou technikou, širokým záběrem rolí od lyrického k dramatickému oboru a velmi hlubokým uchopením svých postav jak po stránce pěvecké tak i herecké. Právě tyto schopnosti jej řadí mezi nejvýznamnější a nejobsazovanější pěvce současné operní scény. V roce 2014 napsal o Kaufmannovi deník New York Times, že „je kasovním magnetem, a ... nejdůležitějším, nejvšestrannějším tenoristou své generace“. Pravidelně vystupuje v newyorské Metropolitní opeře, londýnském Royal Opera House, ve Vídeňské státní opeře i milánském Teatro alla Scala. Mezi jeho nejslavnější role patří Otello (Otello - Verdi), Don José (Carmen - Bizet), Werther(Werther - Massenet), Mario Cavaradossi (Tosca - Puccini) a Parsifal (Parsifal - Wagner).

## Studium
Po několika semestrech studia matematiky přešel Jonas Kaufmann na Vysokou hudební a divadelní školu ve svém rodném městě Mnichově, kde se věnoval opernímu a koncertnímu zpěvu. Po skončení tohoto studia dostal angažmá v Saarbrückenu, kde zpíval v letech 1994 až 1996 v lyricko-tenorových rolích. Studoval také v italském Miláně, kde získal velmi dobrou znalost italštiny.

## Operní kariéra

### Začátek kariéry

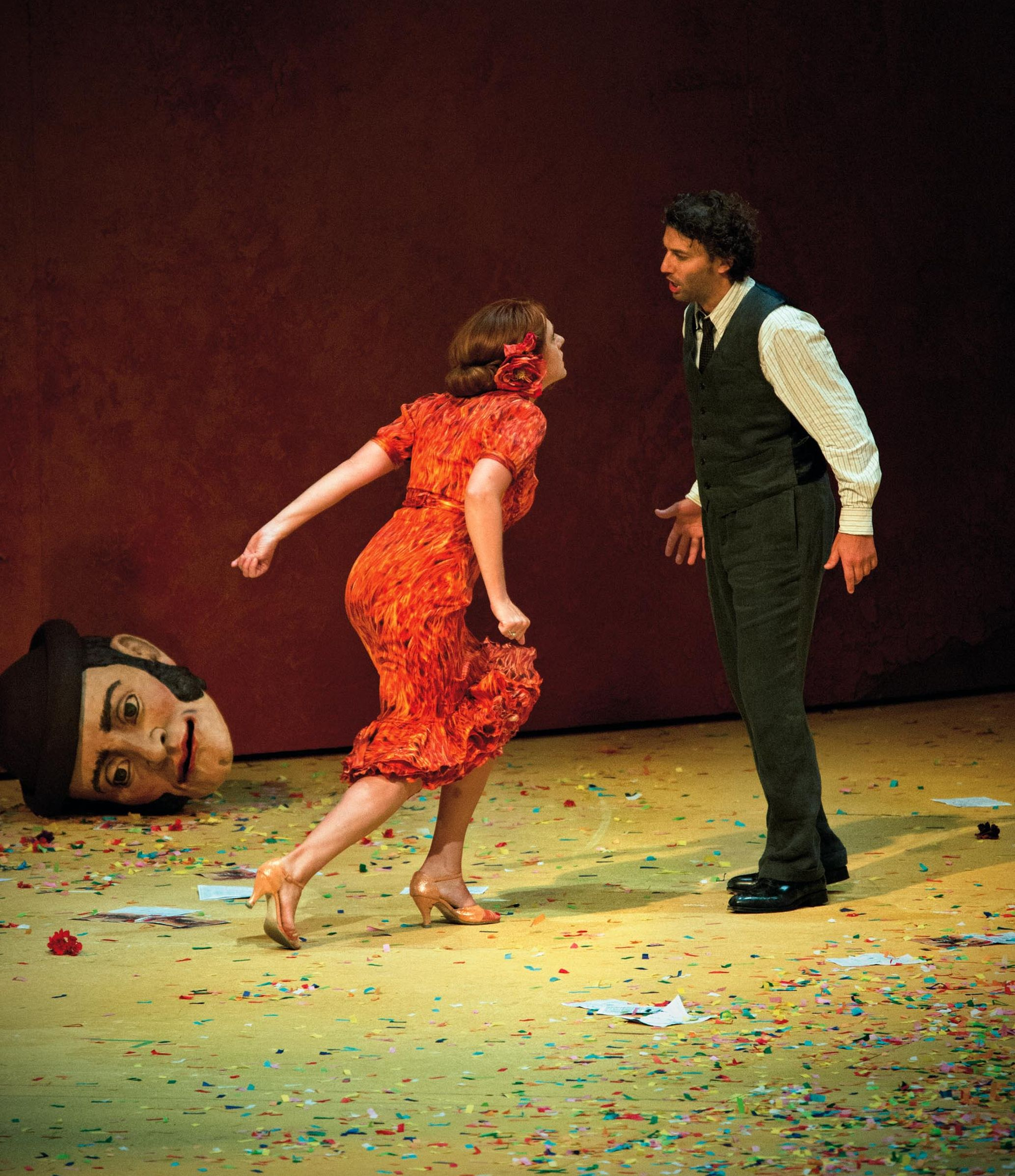
Salcburský festival 2012, Magdalena Kožená a Jonas Kaufmann v Bizetově Carmen

Poté začal kariéru na volné noze, přičemž se brzo prosadil na velkých operních scénách v Paříži, Bruselu, Miláně, Mnichově, Londýně a Vídni. V roce 2006 debutoval v Metropolitní opeře v New Yorku v roli Alfréda v opeře Giuseppa Verdiho La traviata.

### Koncert v Praze 2011
10. ledna 2011 se Kaufmann poprvé představil českému publiku ve Smetanově síni Obecního domu v Praze. Světově uznávaný tenorista přednesl árie populárního italského a francouzského operního repertoáru, s nímž nazpíval i své album Verismo Arias. Doprovázel jej Symfonický orchestr hl. m. Prahy FOK pod taktovkou německého dirigenta Jochena Riedera. V Praze však pobýval Kaufmann již v roce 2007, když zde s Pražskou komorní filharmonií natáčel album Romantické árie.
Hudební kritička Helena Havlíková zhodnotila koncert v lednu 2011 takto: "Jonas Kaufmann není prvoplánový pěvec, jaké známe třeba u italských sólistů, například Pavarottiho. Nepoužívá žádné manýry nebo okázalosti, jakkoli je i výborný herec, soustředí se na hudbu, na slova a je neskonale vnitřně koncentrovaný, a v tom je jeho síla.“ Znalci považují Kaufmanna v současnosti mj. za nejlepšího představitele Dona Josého v opeře Georgese Bizeta Carmen. Potvrdil to při otevření sezóny roku 2013 v milánském Teatro alla Scala i na představeních v newyorské Metropolitní opeře. Na newyorské scéně také v roce 2010 jako vůbec první Němec v historii tohoto operního domu slavil úspěch s rolí malíře Cavaradossiho v opeře Giacoma Pucciniho Tosca.

### Koncert v Mnichově 2015
Jonas Kaufmann byl jednou z pěti velkých operních hvězd, které účinkovaly na koncertě konaném open air dne 27. června 2015 na Královském náměstí (Königsplatz) v Mnichově, který navštívilo 12 000 diváků. 28. července byl koncert vysílán německou veřejno-právní televizí Zweites Deutsches Fernsehen (ZDF). Pěvci byli doprovázeni Janáčkovou filharmonií Ostrava pod taktovkou italského dirigenta Claudia Vandelliho. Kaufmann zde vystoupil společně s ruskou sopranistkou Annou Netrebko, americkým barytonistou Thomasem Hampsonem a dalšími ruskými pěvci Jelenou Židkovou (mezzosoprán) a Ildarem Abdrazakovem (basbaryton). Při koncertu zazněly slavné árie, duety a intermezza z populárních oper.
Kaufmann se představil v áriích z oper Giuseppe Verdiho Aida (Celeste Aida) a Giacoma Pucciniho Turandot (Nessun dorma). Společně s Thomasem Hampsonem přednesli duet z Verdiho opery Don Carlos (È lui desso ... Dio che nell’alma infondere). Kaufmann a Netrebko zazpívali společně duet z Pucciniho Bohémy (O soave fanciulla). Jako přídavek pro diváky ve svém rodném městě přednesl Kaufmann árii z operety Franze Lehára Země úsměvů.

### Rok 2023
Rok 2023 byl pro Kaufmanna poznamenán zdravotními potížemi, které však překonal. Ke konci roku obdržel roli Kalafa v opeře Turandot skladatele Giacoma Pucciniho pro pět představení na scéně Vídeňské státní opery, která diriguje Franz Welser-Möst.

## Diskografie

### CD (alba)
- 2005: Oberon, opera, skladatel Carl Maria von Weber
- 2005: Die Königskinder, Montpellier 2005
- 2006: Strauss-Lieder
- 2007: Romantic Arias
- 2008: Madame Butterfly, Giacomo Puccini, společně s Angelou Gheorghiu
- 2009: Sehnsucht, díla od skladatelů: Wolfgang Amadeus Mozart, Franz Schubert, Ludwig van Beethoven a Richard Wagner
- 2009: Die schöne Müllerin, cyklus písní od Schuberta
- 2010: Verismo Arias, árie a scény, skladatelé Ruggiero Leoncavallo, Pietro Mascagni, Umberto Giordano a jiní
- 2011: Fidelio, Ludwig van Beethoven, Lucerne Festival 2010
- 2012: Carmen, Goerges Bizet, Berlínští filharmonikové, dirigent Simon Rattle
- 2013: Die Walküre, Richard Wagner, dirigent Valerij Gergijev
- 2013: Kaufmann Wagner
- 2013: Jonas Kaufmann, árie z různých oper a píseň od Richarda Strausse
- 2013: Verdi: Requiem, dirigent Daniel Barenboim, pěvci Anja Harteros, Elīna Garanča, Jonas Kaufmann, René Pape, Orchestra e Coro del Teatro alla Scala, Milán
- 2013: Jonas Kaufmann, The Verdi Album
- 2014: Winterreise, cyklus písní Franze Schuberta
- 2014: Du bist die Welt für mich
- 2015: Aida, společně s pěvci: Anja Harteros, Ekaterina Semenchuk, Ludovic Tézier, Erwin Schrott, dirigent Antonio Pappano, Orchestra dell’Accademia Nazionale di Santa Cecilia (Warner Classics)

### DVD
- 2002 Nina, skladatel: Giovanni Paisiello, jako hrabě, společně s Cecilií Bartoli (Curyšská opera)
- 2003 Ritorno d’Ulisse, Claudio Monteverdi, dirigent Nikolaus Harnoncourt (Curyšská opera)
- 2004 Fidelio, Ludwig van Beethoven, jako Florestan, dirigent Nikolaus Harnoncourt (Curyšská opera)
- 2005 La Clemenza di Tito, W.A. Mozart, jako Tito, dirigent Franz Welser-Möst (Curyšská opera)
- 2007 Fierrabras, Franz Schubert, jako Fierrabras (Curyšská opera)
- 2008 Carmen, Georges Bizet, jako Don José, s Annou Caterinou Antonacci jako Carmen (Royal Opera House, Londýn)
- 2009 Růžový kavalír, Richard Strauss, jako italský pěvec, účinkující: Renée Flemingová a Diana Damrauová (Baden-Baden)
- 2010 Lohengrin, Richard Wagner, jako Lohengrin, s Anjou Harteros jako Elsa (Bayerische Staatsoper)
- 2010 Werther, Jules Massenet, jako Werther, účinkující: Sophie Koch jako Charlotte a Ludovic Tézier jako Albert (Opéra National de Paris)
- 2011 Tosca, Giacommo Puccini, jako Cavaradossi, účinkující: Emily Magee a Thomas Hampson (Curyšská opera)
- 2012 Adriana Lecouvreur, Francesco Cilea, jako Maurizio, účinkující: Angela Gheorghiu (Royal Opera House, Londýn)
- 2012 Königskinder, účinkující: Isabel Rey (Curyšská opera)
- 2012 Tosca, jako Cavaradossi, účinkující: Angela Gheorghiu a Bryn Terfel (Royal Opera House, Londýn)
- 2012 Die Walküre, Richard Wagner, jako Siegmund, dirigent: James Levine (Metropolitan Opera New York)
- 2013 Verdi Requiem, dirigent Daniel Barenboim, účinkující: Harteros, Garanca, Kaufmann, Pape, Orchestra e Coro del Teatro alla Scala
- 2013 Wagner (konzert 21. května), účinkující: Jonas Kaufmann, dirigent: Christian Thielemann , Staatskapelle Dresden
- 2014 Parsifal, Richard Wagner, jako Parsifal, účinkující: René Pape, Peter Mattei, Katarina Dalayman, Evgeny Nikitin, dirigent: Daniele Gatti (Metropolitan Opera New York)
- 2014 Faust, Charles Gounod, jako Faust, účinkující: Marina Poplavskaya, René Pape, dirigent Yannick Nézet-Séguin (Metropolitan Opera New York)
- 2014 Don Carlo, Giuseppe Verdi, italská verze o pěti dějstvích, jako Don Carlo, účinkující: Anja Harteros, Ekaterina Semenchuk, Thomas Hampson a Matti Salminen, dirigent Antonio Pappano (Salzburger Festspiele 2013)
- 2014 Ariadna na Naxu, Richard Strauss, jako Bacchus, účinkující: Emily Magee, Elena Moșuc a jiní, dirigent Daniel Harding (Salzburger Festspiele 2012)
- 2014 Carmen, jako Don José, účinkující: Vesselina Kasarova, Isabel Rey, Michele Pertusi a jiní, dirigent Franz Welser-Möst ((Curyšská opera, 2008)
- 2014 Jonas Kaufmann – Du bist die Welt für mich, koncert v Berlíně, Berliner Funkhaus, leden 2014, účinkující: Julia Kleiter (soprán), Rundfunk Sinfonieorchester Berlín, dirigent Jochen Rieder